# Villeneuve (Ariège)
Villeneuve település Franciaországban, Ariège megyében. Lakosainak száma 42 fő (2022. január 1.). Villeneuve Argein, Aucazein, Balaguères és Buzan községekkel határos.

## Népesség
A település népessége az elmúlt években az alábbi módon változott:
| Lakosok száma | 60   | 34   | 32   | 37   | 40   | 38   | 36   | 39   | 41   | 42   |
|               | 1968 | 1982 | 1990 | 2006 | 2013 | 2015 | 2017 | 2019 | 2020 | 2022 |